# Aéroport international Mariscal Sucre (1960-2013)
L'aéroport international de Mariscal Sucre (code IATA : UIO • code OACI : SEQU) est un aéroport qui a desservi la capitale de l'Équateur, Quito, de 1960 à 2013, date à laquelle il est remplacé par un autre aéroport du même nom. Il tenait son nom de Antonio José de Sucre, connu sous le nom de « Gran Mariscal de Ayacucho » (en français : « Grand Maréchal d'Ayacucho »), un dirigeant indépendantiste sud-américain et personnage-clef de l'indépendance de l'Équateur.

## Histoire

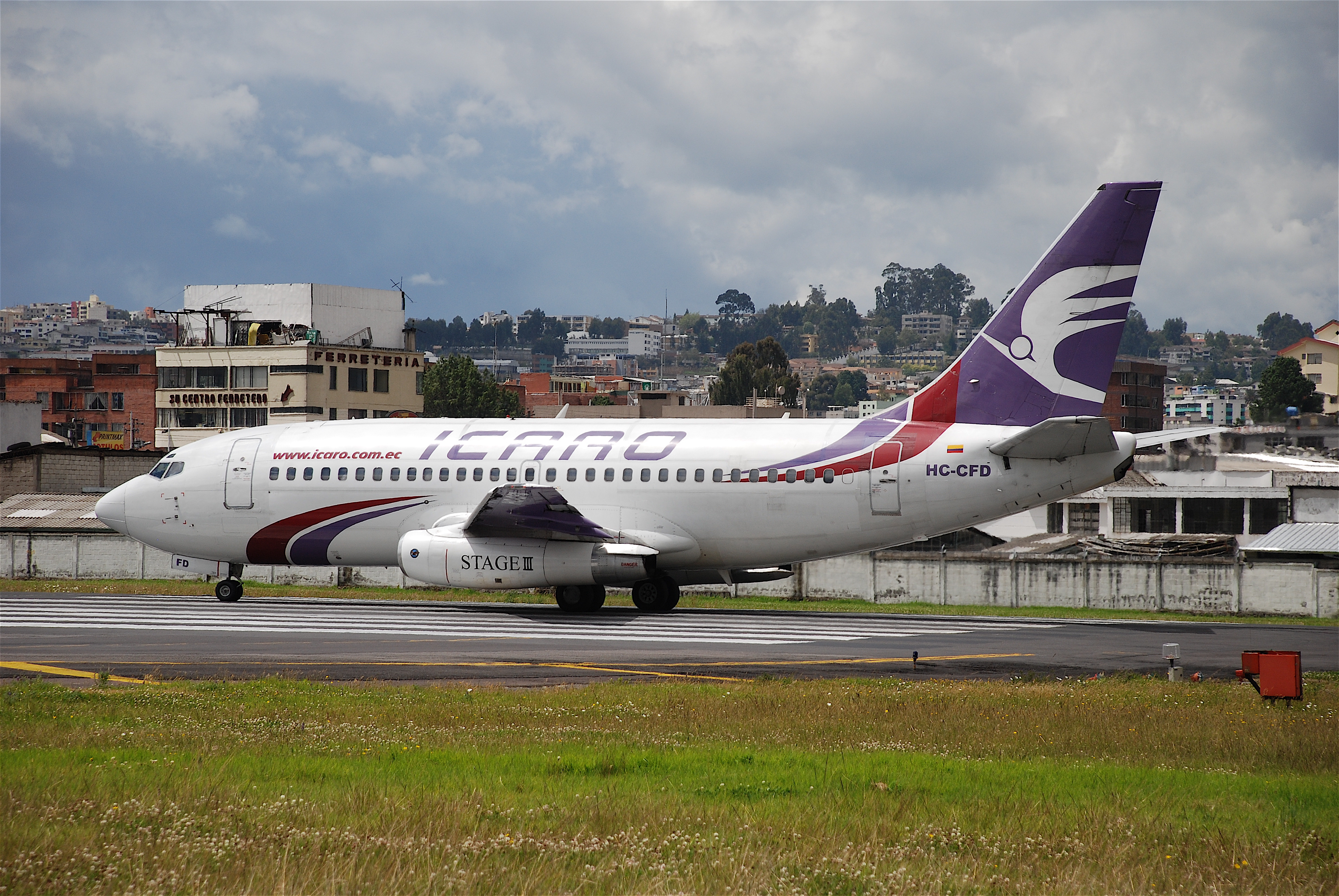
Un Boeing 737-200 d' Icaro Air à l'Aéroport international Mariscal Sucre (Juin 2008)

L'aéroport international Mariscal Sucre commença à desservir la capitale équatorienne en 1960, en remplacement d'un autre aéroport situé plus près du centre historique de la ville sur l'emplacement de l'actuel parc La Carolina. Au début des années 2010, il accueillait chaque année environ 3,9 millions de passagers et 125 000 tonnes de fret, et était considéré comme l'un des aéroports les plus hauts du monde (2 800 mètres au-dessus du niveau de la mer), situé au nord de Quito à cinq minutes du centre financier. Le 30 septembre 2010, l'aéroport fut bloqué et fermé par plus d'une centaine de militaires lors d'une tentative de coup d'État contre le président Rafael Correa.
Du fait de son emplacement (au milieu de la ville et environné de montagnes) ce terminal ne pouvait pas se développer pour recevoir des avions plus grands et faire face à une augmentation du trafic aérien. En 2006 a commencé la construction du nouvel aéroport international de Quito dans la paroisse de Tababela, à 18 km à l'est de la ville, finalement inauguré le 19 février 2013. Le dernier vol à décoller de l'ancien aéroport Mariscal Sucre fut le vol Quito-Guayaquil de la compagnie nationale TAME, le 19 février 2013 à 18h55.